# Colonia el Campamento
Colonia el Campamento är en ort i Mexiko.   Den ligger i kommunen Amacuzac och delstaten Morelos, i den sydöstra delen av landet, 100 km söder om huvudstaden Mexico City. Colonia el Campamento ligger 931 meter över havet och antalet invånare är 218.
Terrängen runt Colonia el Campamento är kuperad åt sydväst, men åt nordost är den platt. Runt Colonia el Campamento är det ganska tätbefolkat, med 104 invånare per kvadratkilometer. Närmaste större samhälle är Puente de Ixtla, 6,5 km öster om Colonia el Campamento. Omgivningarna runt Colonia el Campamento är en mosaik av jordbruksmark och naturlig växtlighet.